# Japan Air System
Japan Air System Co., Ltd. (JAS) (日本エアシステム, Nihon Ea Shisutemu) era la más pequeña de las tres grandes aerolíneas japonesas. A diferencia de las otras dos, JAL y ANA, la red de rutas internacionales de JAS era muy pequeña, pero su red nacional incorporaba muchos aeropuertos más pequeños a los que no llegaban las dos aerolíneas más grandes. Como empresa independiente, su última sede se encontraba en el edificio JAS M1 del Aeropuerto de Haneda en Ōta, Tokio. Desde entonces se ha fusionado con Japan Airlines.
JAS era famoso por su variedad de diseños de aeronaves; Amy Chavez de The Japan Times describió los diseños de arco iris como "abstractos". Muchos de sus esquemas de color en la década de 1990 fueron diseñados por el director de cine Akira Kurosawa.
El lema de la aerolínea era "Buena velocidad siempre".

## Historia

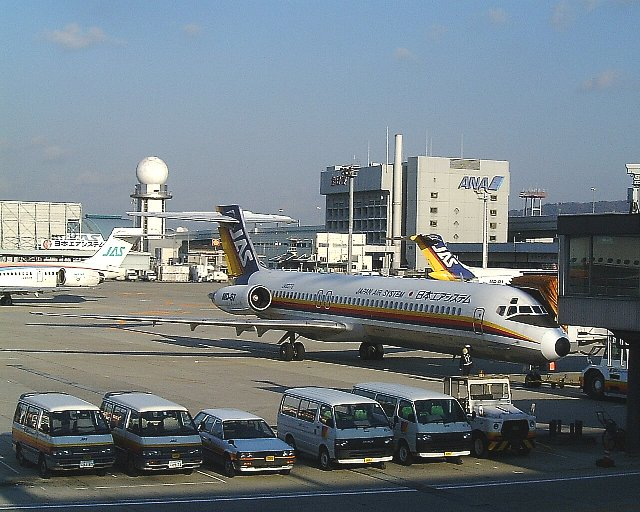
Todos los aviones de la serie MD-80 operados por Japan Air System; (de izquierda a derecha) MD-90, MD-87, MD-81.

### Formación
La compañía se formó originalmente como Toa Domestic Airlines (東亜国内航空, Tōa Kokunai Kōkū) (TDA) en una fusión entre Toa Airways y Japan Domestic Airlines el 15 de mayo de 1971.Adoptó el nombre de Japan Air System (JAS) el 1 de abril de 1988.

### Inicio de servicio internacional
En 1988, Japan Air System inició vuelos desde Narita a Seúl, Corea del Sur y Taiwán, y en 1993 JAS también volaba a Singapur, Honolulu e Indonesia.En 1995, la aerolínea tenía 99 rutas nacionales, algunas rutas internacionales, 64 oficinas en Japón, una oficina en Seúl, Corea del Sur, y una oficina en Guangzhou, República Popular China.
JAS se asoció con Northwest Airlines en 1999, tras varios años de negociaciones. Esto permitió a Northwest compartir código en las rutas nacionales de JAS desde el Aeropuerto de Kansai en Osaka, y a JAS compartir código en los vuelos de Northwest entre Japón y Estados Unidos. En los vuelos de Northwest de quinta libertad entre Japón y Asia, JAS se limitó a compartir código en las rutas de Northwest que también tenía autorización para volar, como Tokio-Seúl.

### Concurso de diseño de la líbrea del Boeing 777

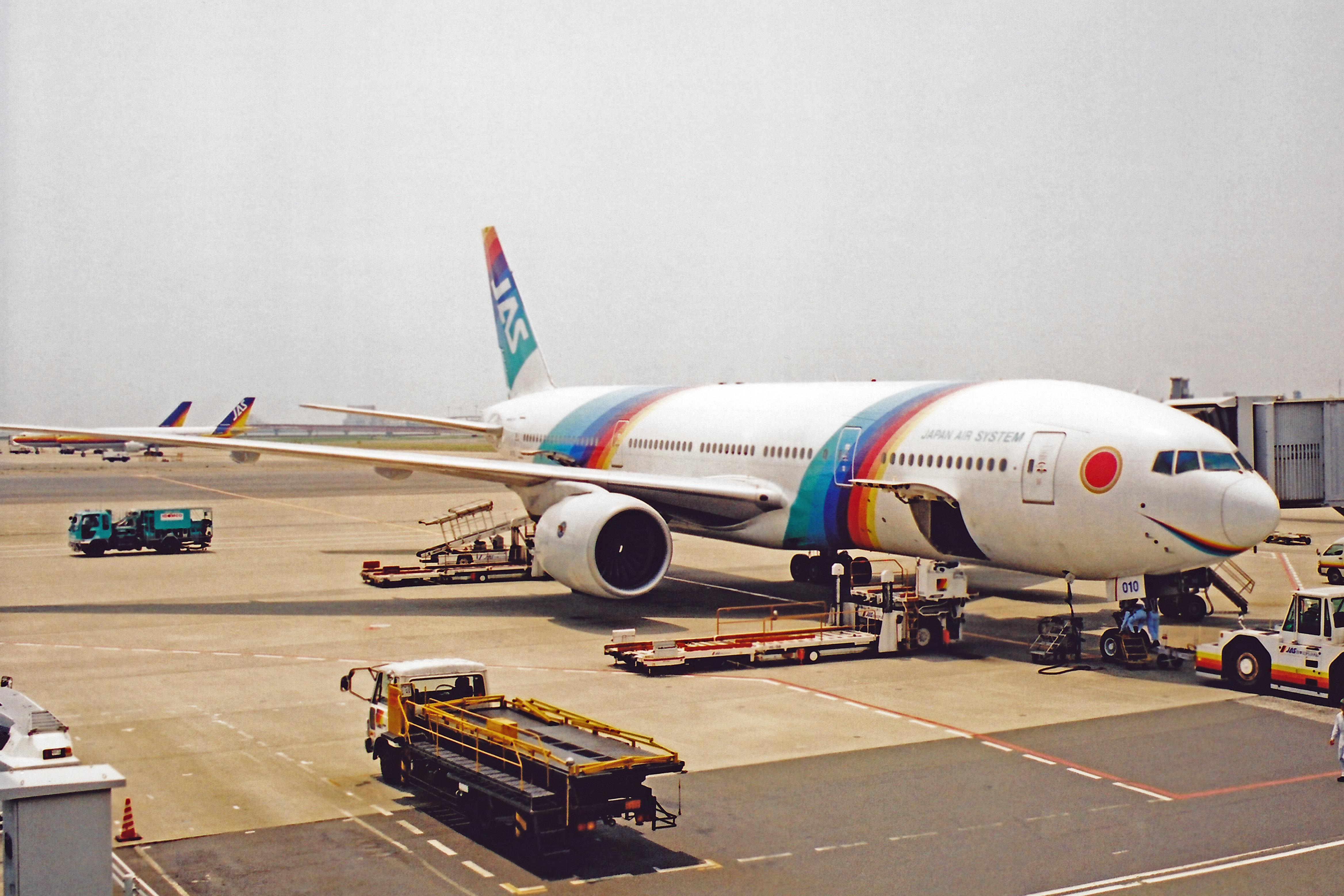
"Masatomo Watanabe", de 13 años, diseñó la decoración del Boeing 777-200 de JAS.

En 1996, Japan Air System organizó un concurso para diseñar la líbrea del Boeing 777.El participante más joven tenía tres años, mientras que el mayor tenía 84.Un total de 10.364 participantes de 42 países presentaron sus trabajos.Los jueces incluyeron a Akira Kurosawa, Masuo Ikeda, Kenshi Hirokane, Yoshiko Sakurai y Yusuke Kaji (梶祐輔, Kaji Yūsuke). Thirteen-year-old Masatomo Watanabe (渡部 真丈 'Watanabe Masatomo'?), un estudiante de segundo año (Octavo grado) de una escuela secundaria que vive cerca del Aeropuerto de Chitose, ganó el premio.El Boeing 777 de Japan Air System, pintado según el diseño de Watanabe, se estrenó en abril de 1997 para conmemorar el 25º aniversario de Japan Air System.

### Fusión con Japan Airlines

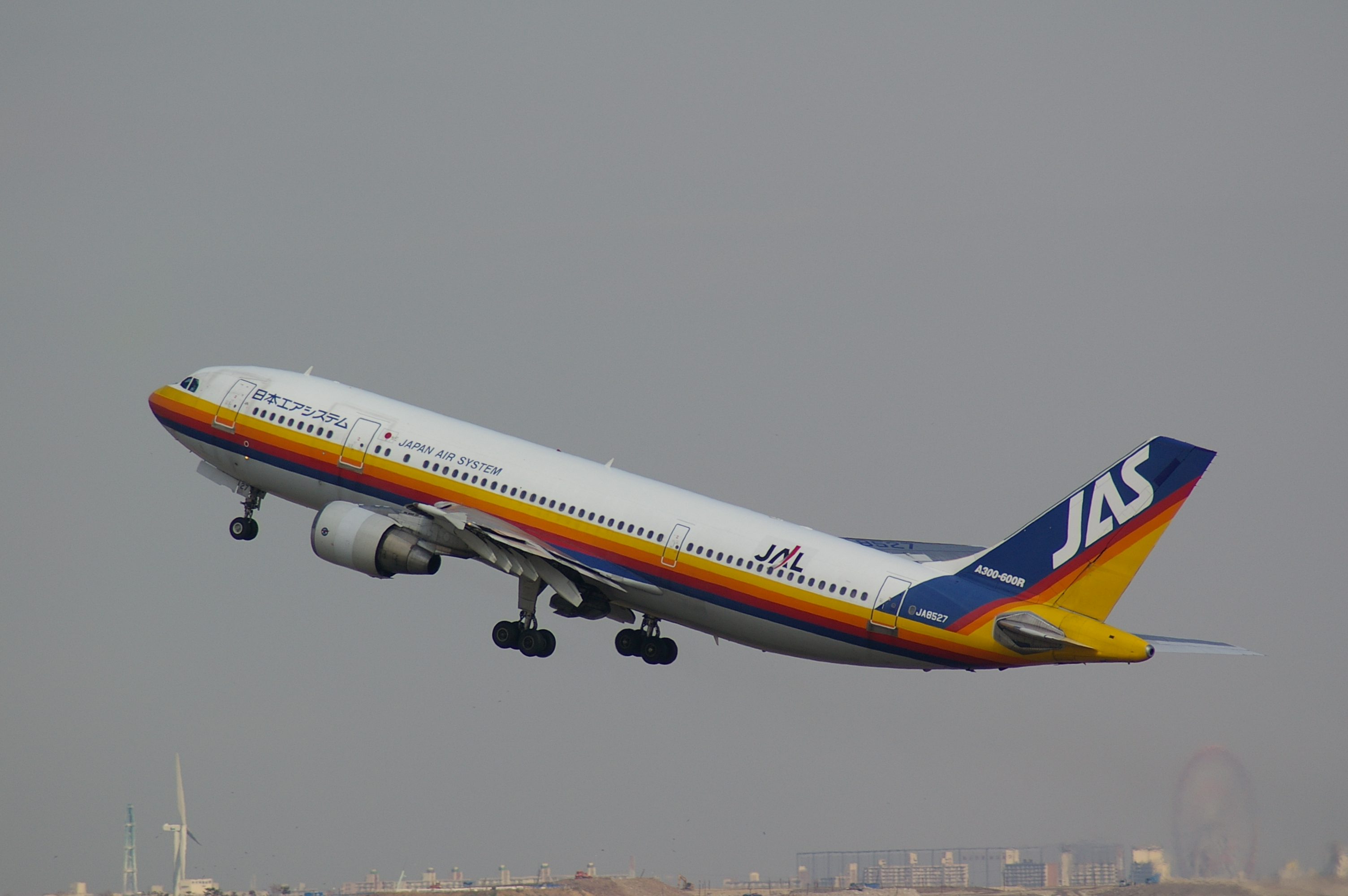
Un Airbus A300-600R de Japan Air System con el logotipo "Arco del Sol" de JAL en la carrocería.

JAS y Japan Airlines anunciaron su fusión en noviembre de 2001. Fue la primera realineación importante de la industria aérea en Japón en tres décadas, y en parte una consecuencia de la caída del tráfico aéreo mundial tras los ataques del 11 de septiembre de 2001 en Estados Unidos.En ese momento, JAL tenía solo una participación del 25% del mercado de viajes aéreos domésticos en Japón, la mitad que su rival All Nippon Airways, y vio la fusión como un medio para ofrecer una competencia más fuerte a ANA a nivel nacional.
JAS y JAL elaboraron un programa de vuelos integrado en agosto de 2002. El 2 de octubre de 2002, constituyeron un nuevo holding, Japan Airlines System (日本航空システム, Nihon Kōkū Shisutemu), con Isao Kaneko como director general. En septiembre de 2002 se anunció una nueva imagen de "Arco del Sol" para el grupo JAL, y el primer avión con esta imagen se lanzó en noviembre. El 1 de abril de 2004, Japan Airlines cambió su nombre a "Japan Airlines International" y Japan Air System lo cambió a "Japan Airlines Domestic", poniendo fin oficialmente a la marca JAS.Japan Airlines Domestic se fusionó con Japan Airlines International el 1 de octubre de 2006 y desapareció tanto en nombre como en realidad.
Al integrarse en JAL, JAS operaba los Airbus A300, Boeing 777, MD-80 y MD-90. La mayoría continuó operando con la flota de JAL, pero tres A300 fueron desguazados en el aeropuerto de Sendai en 2002, mientras que otros dos fueron transferidos a Fly Air en Turquía.

## Asuntos corporativos

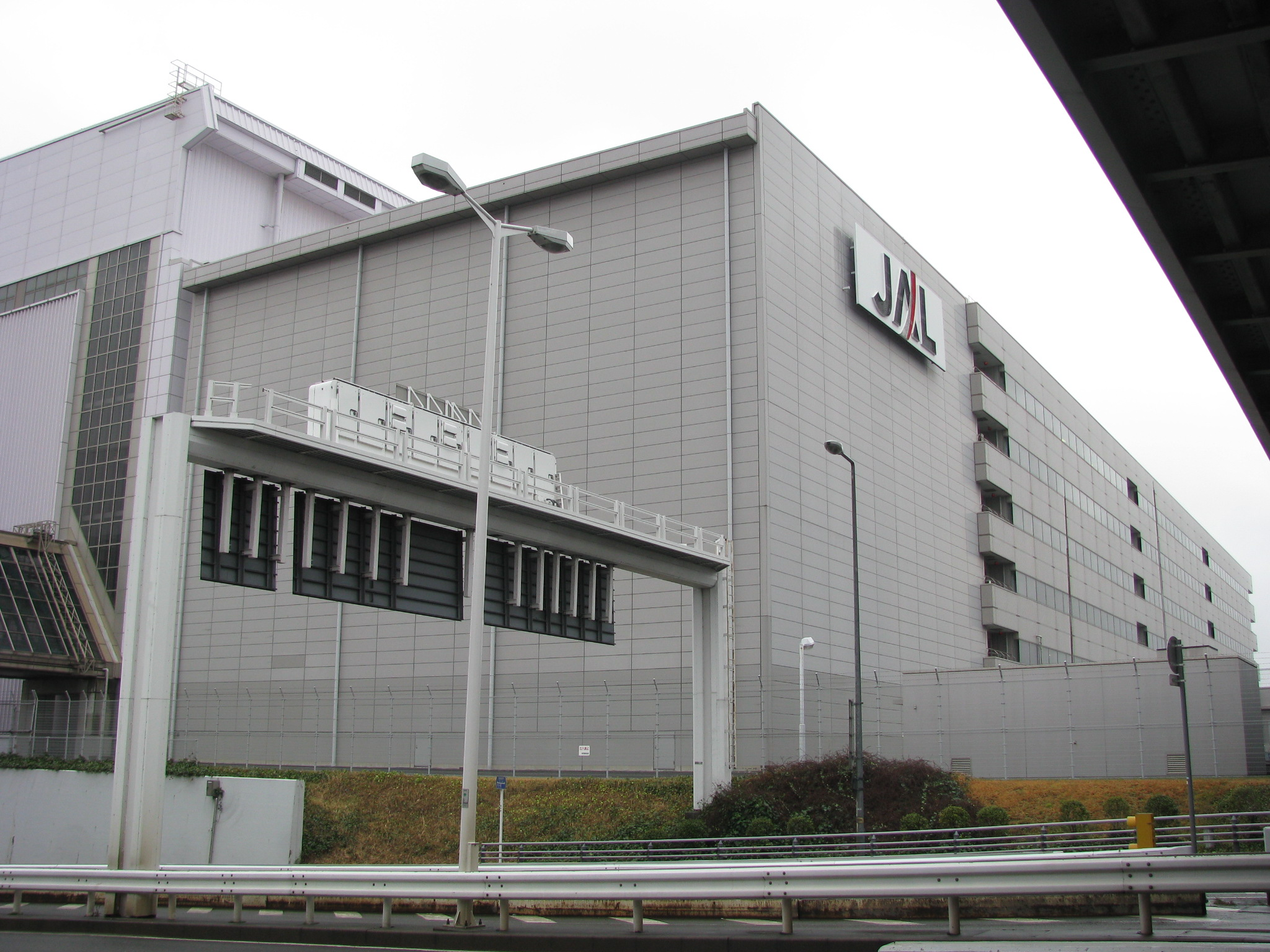
El Centro de Mantenimiento de JAL, antigua sede corporativa.

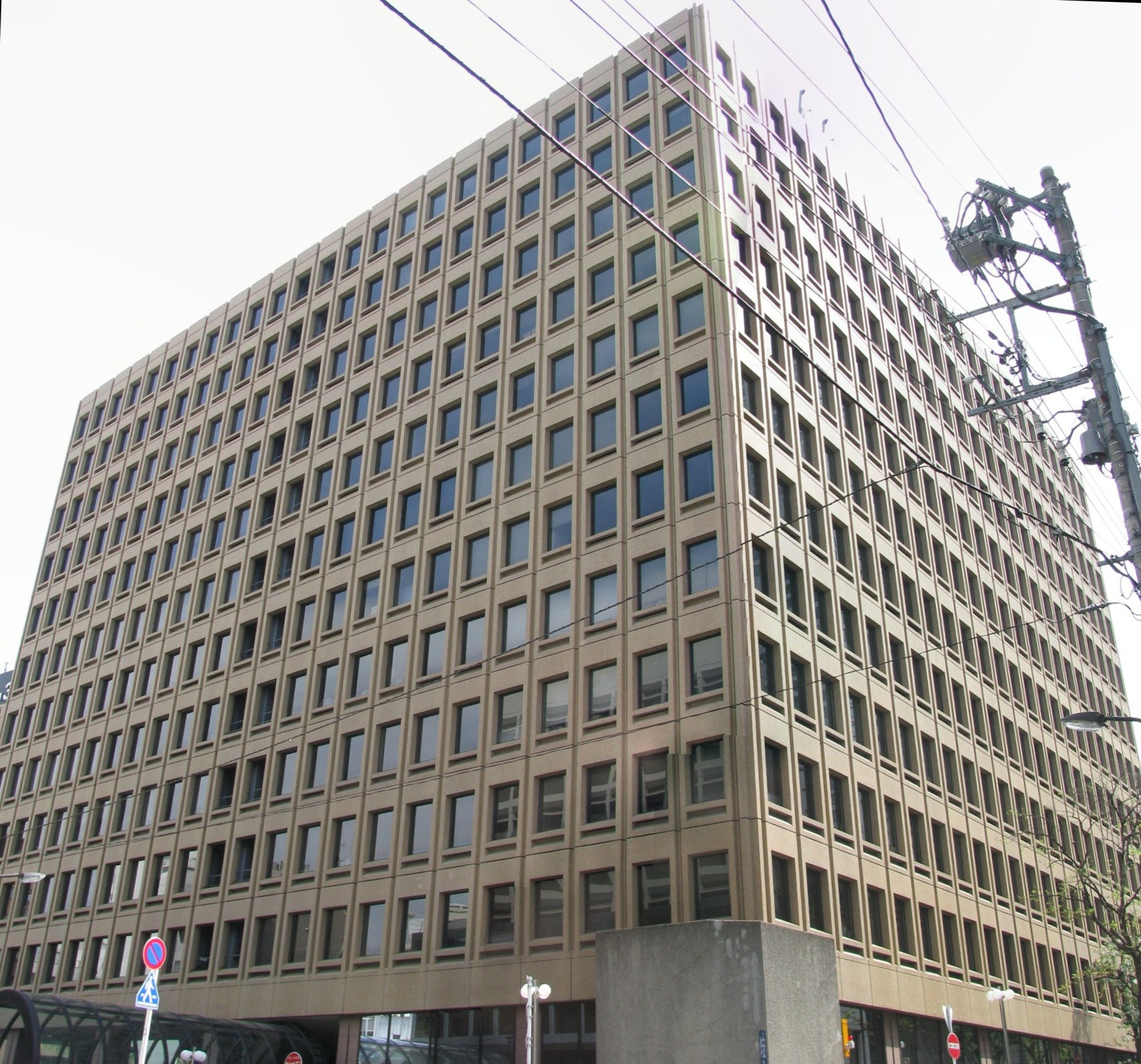
Edificio Mori 37 en Tokio, donde JAS alguna vez tuvo su sede.

Cuando Toa Domestic Airlines se estableció originalmente el 15 de mayo de 1971, su sede estaba ubicada en el Centro de Mantenimiento de Haneda de Japan Airlines (羽田日本航空メンテナンスセンタ, Haneda Nihon Kōkū Mentanensu Sentā) en el Tokio International]. Aeropuerto (Aeropuerto de Haneda) en Ōta, Tokio. El 28 de febrero de 1972, su sede se trasladó al Edificio Mori 18 (第18森ビル, Dai-jūhachi Mori Biru) en Minato, Tokio.El 31 de julio de 1990, la sede se trasladó del edificio Mori 18 al Edificio Mori 37 (第37森ビル, Dai-sanjūshichi Mori Biru),ubicado en Toranomon. El 18 de abril de 1998, la oficina central se trasladó al Centro de mantenimiento 1 de Haneda (羽田メンテナンスセンター1, Haneda Mentanansu Sentā) en el aeropuerto de Haneda.El 11 de agosto de 2003, mientras JAS se fusionaba con Japan Airlines, la sede de JAS se trasladó del Centro de Mantenimiento 1 de Haneda al edificio JAL en Shinagawa, Tokio.

## Destinos antes de la fusión

### Nacionales
- Japón
  - Área del Gran Tokio[20]
  - Tokyo[21][22][23][24][25][26][27][28]
  - Osaka
  - Área de Gran Osaka[22][23][24][26][29]
  - Toyooka[27]
  - Shirahama[26]
  - Nagoya[22][24]
  - Komatsu[26]
  - Matsumoto[22]
  - Niigata[28]
  - Akita[23][24]
  - Aomori[22][23][24][26]
  - Misawa[23][24][26]
  - Hanamaki[21][22][23][24]
  - Sendai[22][24][25]
  - Yamagata[23][24]
  - Hiroshima[23][25][26]
  - Okayama[25]
  - Izumo[25][26]
  - Asahikawa[23][26]
  - Kushiro[23][26]
  - Memanbetsu (ahora Ozora)[23][26]
  - Obihiro[23][26]
  - Sapporo[22][23][24][25][26]
  - Fukuoka[21][22][23][24][25][26]
  - Kitakyūshū[22][26]
  - Kagoshima[22][26][29]
  - Kumamoto[22][26]
  - Miyazaki[22][26]
  - Nagasaki[22][26]
  - Oita[22][26]
  - Matsuyama[22][25]
  - Takamatsu[24][25][26]
  - Kōchi[25][26]
  - Tokushima[25][26]
  - Amami Ōshima[21][22][26]
  - Kagoshima
  - Naha[21][24][26]
  - Tokunoshima[21][22]

### Internacionales
- China
  - Guangzhou - Aeropuerto Internacional de Guangzhou[29][30]
  - Kunming - Aeropuerto Internacional Kunming Wujiaba[29][30]
  - Xi'an - Aeropuerto Internacional de Xi'an-Xianyang[20][30]
- Indonesia
  - Jakarta - Aeropuerto Internacional Soekarno-Hatta[31][32]
- Hong Kong
  - Hong Kong[29][30]
    - Aeropuerto Internacional Kai Tak (demolido)
    - Aeropuerto Internacional de Hong Kong
- Corea del Sur
  - Seoul[29][30]
    - Aeropuerto Internacional de Gimpo
    - Aeropuerto Internacional de Incheon
- Singapur
  - Singapore Changi Airport (cerrado antes de la disolución de JAS)[33]
- República de China
  - Taichung - Aeropuerto Internacional de Taichung
  - Taipei - Aeropuerto Internacional Chiang Kai-shek[31][32]
- Estados Unidos
  - Honolulu - Aeropuerto Internacional Daniel K. Inouye

## Subsidiarias
Japan Air System tenía las siguientes filiales:
- Japan Air Commuter
- Hokkaido Air System
- Harlequin Air[35]

## Flota

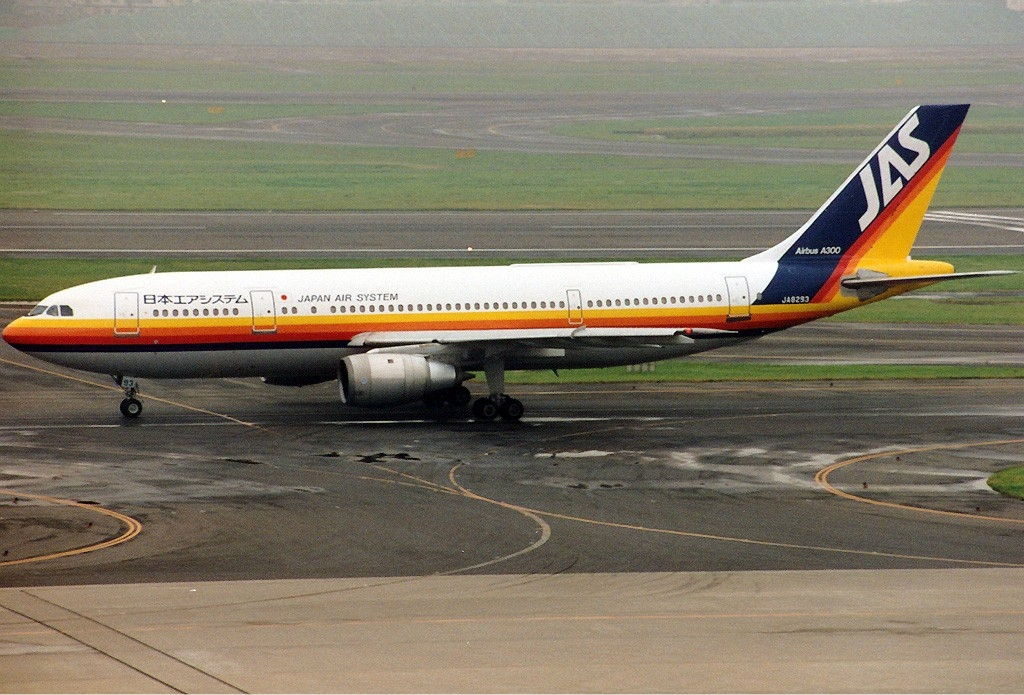
Un Airbus A300B4 de Japan Air System rodando en el Aeropuerto de Haneda en 1996

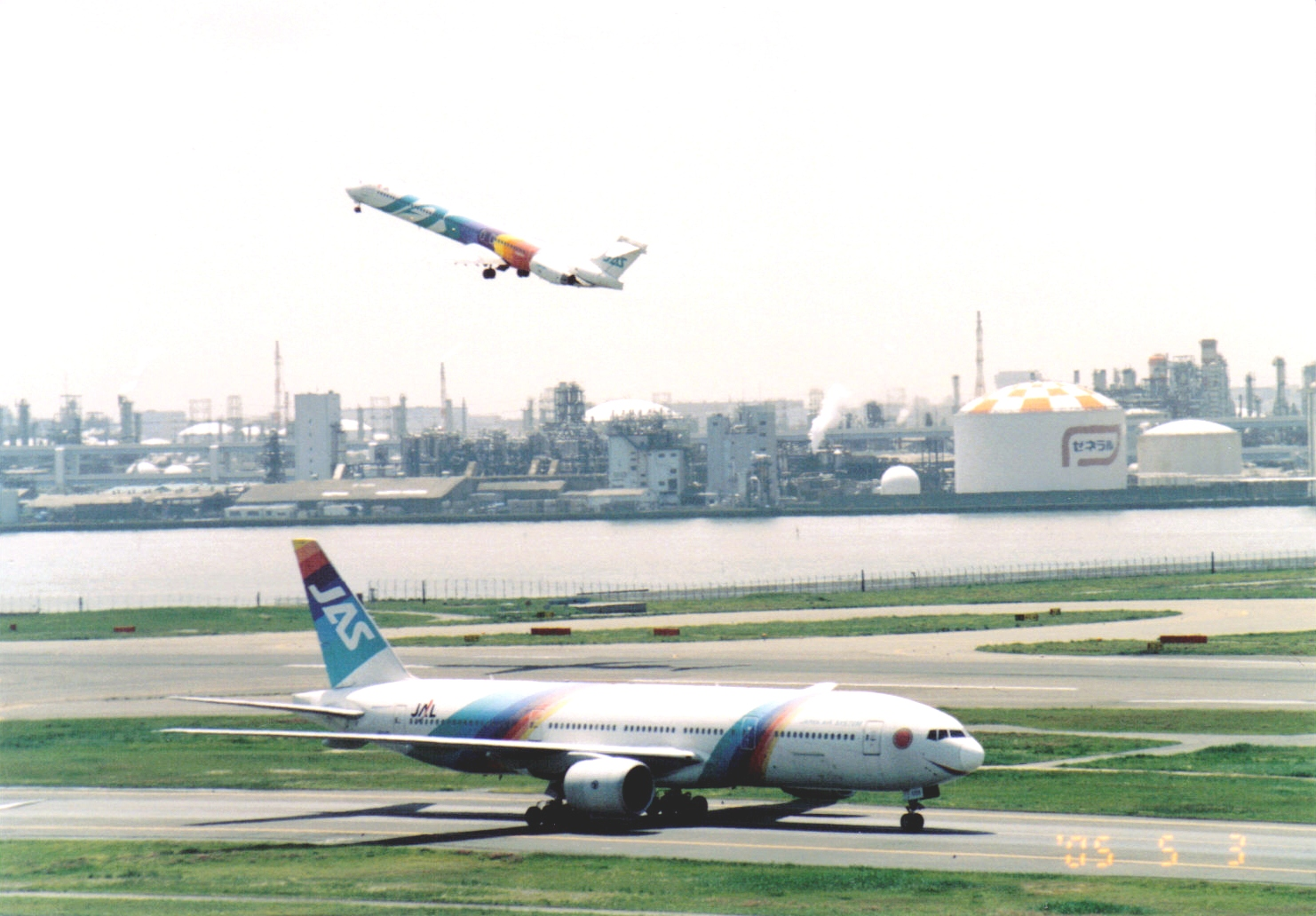
Aviones MD-90 y 777 de JAS

Japan Air System había operado anteriormente las siguientes aeronaves desde que inició sus operaciones:
| Aeronave                   | Total | Introducido | Retirado | Notas                                                                                    |
| -------------------------- | ----- | ----------- | -------- | ---------------------------------------------------------------------------------------- |
| Airbus A300B2              | 9     | 1980        | 2006     | [ 37 ]                                                                                   |
| Airbus A300B4              | 8     | 1986        | 2006     |                                                                                          |
| Airbus A300-600R           | 22    | 1998        | 2006     | [ 37 ]                                                                                   |
| Beechcraft Model 18        | 2     | 1973        | 1976     |                                                                                          |
| Beechcraft 200             | 3     | 1991        | 1998     |                                                                                          |
| Boeing 727-100             | 4     | 1972        | 1976     |                                                                                          |
| Boeing 777-200             | 7     | 1996        | 2006     | [ 26 ] [ 38 ]                                                                            |
| McDonnell Douglas DC-9-31  | 2     | 1973        | 1975     | Arrendado de Hughes Airwest                                                              |
| McDonnell Douglas DC-9-41  | 22    | 1974        | 1997     | Uno dado de baja como el Vuelo 451 Los aviones restantes se vendieron a Airborne Express |
| McDonnell Douglas DC-9-51  | 1     | 1977        | 1978     | Arrendado de Finnair                                                                     |
| McDonnell Douglas DC-10-30 | 2     | 1988        | 2000     | Vendido a Northwest Airlines                                                             |
| McDonnell Douglas MD-81    | 26    | 1981        | 2006     | [ 37 ]                                                                                   |
| McDonnell Douglas MD-87    | 8     | 1988        | 2006     | [ 26 ] [ 37 ]                                                                            |
| McDonnell Douglas MD-90-30 | 16    | 1995        | 2006     | [ 26 ] [ 37 ]                                                                            |
| NAMC YS-11                 | 46    | 1971        | 1996     |                                                                                          |

## Tarjetas de crédito
En asociación con Visa Inc., MasterCard y Japan Credit Bureau, JAS tenía tarjetas de crédito "JAS Card". Además, JAS tenía tarjetas "Sky Merit".

## Accidentes e incidentes
- 3 de julio de 1971 — Vuelo 63 de Toa Domestic Airlines: Un NAMC YS-11A propiedad de Toa Domestic Airlines se estrelló contra el terreno, matando a sus 68 ocupantes.[41][42]
- 25 de mayo de 1975 — Un NAMC YS-11A (JA8680) sufrió una fuga de aceite hidráulico, lo que obligó a la tripulación a regresar a Osaka. Durante el aterrizaje, uno de los neumáticos reventó, provocando que la aeronave se saliera de la pista. La aeronave cruzó una zona de césped y una zanja de drenaje. La causa de la fuga de aceite fue una conexión suelta de la línea hidráulica en el pozo del flap izquierdo.[43]
- 18 de abril de 1993 — Vuelo 451 de Japan Air System: Un McDonnell Douglas DC-9-41, que volaba de Nagoya a Hanamaki, se estrelló después de que el avión, afectado por la cizalladura del viento, se saliera de la pista. Todos los pasajeros y la tripulación sobrevivieron.[44]

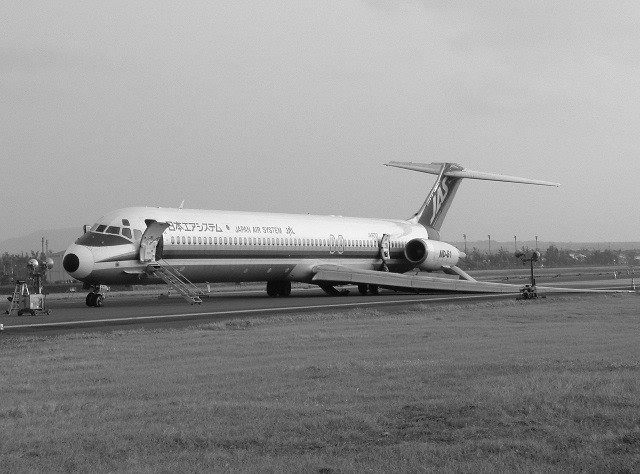
Consecuencias del accidente del tren de aterrizaje del vuelo 979 de JAS.

- 1 de enero de 2004 — Vuelo 979 de Japan Air System: un McDonnell Douglas MD-81 (JA8297) sufrió daños sustanciales en un accidente del tren de aterrizaje en Tokunoshima. Al aterrizar, el tren de aterrizaje principal izquierdo del avión colapsó durante el rodaje y la punta del ala izquierda tocó el suelo. El avión se detuvo en la pista. Tres pasajeros resultaron levemente heridos.[45]

## Diseños especiales
Japan Air System, durante un período, pintó un McDonnell Douglas DC-10 con un esquema de colores de Peter Pan.